# Amherst (Colorado)
Amherst es un lugar designado por el censo ubicado en el condado de Phillips en el estado estadounidense de Colorado. En el Censo de 2010 tenía una población de 58 habitantes y una densidad poblacional de 49,43 personas por km².

## Geografía
Amherst se encuentra ubicado en las coordenadas 40°40′59″N 102°10′21″O / 40.68306, -102.17250. Según la Oficina del Censo de los Estados Unidos, Amherst tiene una superficie total de 1.17 km², de la cual 1.17 km² corresponden a tierra firme y (0%) 0 km² es agua.

## Demografía
Según el censo de 2010, había 58 personas residiendo en Amherst. La densidad de población era de 49,43 hab./km². De los 58 habitantes, Amherst estaba compuesto por el 96.55% blancos, el 0% eran afroamericanos, el 0% eran amerindios, el 0% eran asiáticos, el 0% eran isleños del Pacífico, el 1.72% eran de otras razas y el 1.72% pertenecían a dos o más razas. Del total de la población el 22.41% eran hispanos o latinos de cualquier raza.